# Cesinha (baterista)
Nilton César Lacerda dos Santos (Salvador, 1966), mais conhecido como Cesinha, é um baterista brasileiro.

## Carreira musical
Dos 10 aos 14 anos de idade, Cesinha estou na Escola de Música da UFBA, sob o professor Fernando Santos. Aos 16 anos, foi contratado pelo estúdio WR e conheceu Luiz Caldas, com quem fez suas primeiras turnês nacionais. Nesta época, Cesinha era baterista da banda Acordes Verdes, pioneira do axé music. Em 1988, Cesinha foi convidado por Caetano Veloso para participar da turnê do espetáculo "Estrangeiro". A partir desse ponto, assumiu a bateria de shows de Kid Abelha (1990-91), Marina Lima (1991-92), Ivan Lins (1993), Marisa Monte (1994-96), Cássia Eller (1997-98), Simone (1999-2000), Caetano Veloso (2001-02), Ana Carolina (2004-06), Vanessa da Mata (2007-08), Maria Gadú (2009-14), Saulo Fernandes (2016), Lucy Alves (2017-19) e Didi Gomes (2021). Participou, ainda, da gravação de álbuns de Saulo Fernandes (2013), Jorginho Gomes (2019) e Luiz Caldas (2020).
Em 2020, Cesinha lançou seu primeiro álbum, "Lá Pelas Tantas", pela gravadora Deck, com participações de Lucy Alves, Luiz Brasil e Mú Carvalho. Nesse mesmo ano, atuou como parte da banda dos programas Encontro com Fatima Bernardes (TV Globo), Música Boa Ao Vivo (Multishow) e The Voice Kids (TV Globo).

## Reconhecimento
Em 2012, Cesinha foi homenageado no 1º Encontro de Bateristas de Salvador, tendo sido descrito na mídia como "excelente músico", baterista "consagrado", "um dos mais admirados do mercado", "um dos melhores do Brasil" e "influenciador da música nacional".